# Ucrânia nos Jogos Olímpicos de Inverno de 2006
A Ucrânia mandou 53 competidores para os Jogos Olímpicos de Inverno de 2006, em Turim, na Itália. A delegação conquistou 2 medalha no total, sendo as duas de bronze.
As medalhas forma conquistadas pela biatleta Lilia Efremova na velocidade feminina e pela dupla Elena Grushina e Ruslan Goncharov da patinação artística na prova de dança no gelo.

## Medalhas
| Atleta                          | Esporte             | Evento              | Medalha |
| ------------------------------- | ------------------- | ------------------- | ------- |
| Lilia Efremova                  | Biatlo              | Velocidade feminino | Bronze  |
| Elena Grushina Ruslan Goncharov | Patinação artística | Dança no gelo       | Bronze  |

## Desempenho

### Biatlo
| Atleta                                                                   | Evento                    | Final     | Final | Final             |
| Atleta                                                                   | Evento                    | Tempo     | Pen.  | Pos.              |
| ------------------------------------------------------------------------ | ------------------------- | --------- | ----- | ----------------- |
| Olexander Bilanenko                                                      | Velocidade masculino      | 28:26.6   | 0     | 36                |
| Olexander Bilanenko                                                      | Perseguição masculino     | DNS       | DNS   | DNS               |
| Olexander Bilanenko                                                      | Individual masculino      | 1:00:28.6 | 3     | 49                |
| Vyacheslav Derkach                                                       | Velocidade masculino      | 30:15.8   | 2     | 74                |
| Andriy Deryzemlya                                                        | Velocidade masculino      | 28:15.2   | 2     | 29                |
| Andriy Deryzemlya                                                        | Perseguição masculino     | 38:54.3   | 6     | 33                |
| Andriy Deryzemlya                                                        | Individual masculino      | 59:47.2   | 3     | 39                |
| Lilia Efremova                                                           | Velocidade feminino       | 22:38.0   | 0     | Medalha de bronze |
| Lilia Efremova                                                           | Perseguição feminino      | 39:09.8   | 3     | 8                 |
| Lilia Efremova                                                           | Largada coletiva feminina | 43:21.0   | 6     | 17                |
| Lilia Efremova                                                           | Individual feminino       | 55:28.0   | 5     | 36                |
| Oksana Khvostenko                                                        | Velocidade feminino       | 25:10.1   | 1     | 49                |
| Oksana Khvostenko                                                        | Perseguição feminino      | DNF       | DNF   | DNF               |
| Oksana Khvostenko                                                        | Individual feminino       | 53:22.5   | 1     | 20                |
| Alexei Korobeynikov                                                      | Individual masculino      | 1:01:17.8 | 4     | 54                |
| Nina Lemesh                                                              | Velocidade feminino       | 25:13.5   | 2     | 50                |
| Nina Lemesh                                                              | Perseguição feminino      | 43:48.6   | 7     | 41                |
| Ruslan Lysenko                                                           | Velocidade masculino      | 28:56.6   | 2     | 46                |
| Ruslan Lysenko                                                           | Perseguição masculino     | 40:16.4   | 5     | 43                |
| Ruslan Lysenko                                                           | Individual masculino      | 57:16.6   | 1     | 18                |
| Olena Petrova                                                            | Velocidade feminino       | 24:52.2   | 2     | 44                |
| Olena Petrova                                                            | Perseguição feminino      | DNF       | DNF   | DNF               |
| Olena Petrova                                                            | Individual feminino       | 54:35.6   | 3     | 29                |
| Valj Semerenko                                                           | Individual feminino       | 56:22.6   | 3     | 46                |
| Olexander Bilanenko Andriy Deryzemlya Alexei Korobeynikov Ruslan Lysenko | Revezamento masculino     | 1:23:40.4 | 2     | 7                 |
| Oksana Khvostenko Olena Petrova Nina Lemesh Lilia Efremova               | Revezamento feminino      | 1:21:55.5 | 4     | 11                |

### Combinado nórdico
| Sergei Diyachuk   | Velocidade           | 74.9  | 47 | 3:23 | 21:44.1 +3:15.1  | 45 |
| Sergei Diyachuk   | Individual Gundersen | 151.0 | 48 | 7:26 | 40:42.1 +8:23.5  | 45 |
| Volodymyr Trachuk | Velocidade           | 61.5  | 48 | 4:17 | 23:57.8 +5:28.8  | 48 |
| Volodymyr Trachuk | Individual Gundersen | 140.0 | 49 | 8:10 | 43:45.2 +12:10.6 | 48 |

### Esqui alpino
| Atletas          | Evento                   | Final      | Final      | Final      | Final   | Final |
| Atletas          | Evento                   | 1ª Corrida | 2ª Corrida | 3ª Corrida | Total   | Pos.  |
| ---------------- | ------------------------ | ---------- | ---------- | ---------- | ------- | ----- |
| Nikolay Skriabin | Combinado masculino      | 1:46.63    | 51.21      | DNF        | DNF     | DNF   |
| Nikolay Skriabin | Downhill masculino       |            |            |            | 1:57.56 | 47    |
| Nikolay Skriabin | Slalom gigante masculino | 1:25.81    | 1:25.04    |            | 2:50.85 | 26    |
| Nikolay Skriabin | Slalom masculino         | 1:01.98    | 57.98      |            | 1:59.96 | 36    |
| Nikolay Skriabin | Super-G masculino        |            |            |            | 1:38.86 | 53    |
| Yulia Siparenko  | Slalom gigante feminino  | 1:10.43    | 1:15.50    |            | 2:25.93 | 35    |
| Yulia Siparenko  | Slalom feminino          | 50.31      | 52.95      |            | 1:43.26 | 45    |

### Esqui cross-country
| Atleta                                                             | Evento                           | Preliminares | Preliminares | Quartas | Quartas | Semifinal | Semifinal | Final       | Final       |
| Atleta                                                             | Evento                           | Total        | Pos.         | Total   | Pos.    | Total     | Pos.      | Total       | Pos.        |
| ------------------------------------------------------------------ | -------------------------------- | ------------ | ------------ | ------- | ------- | --------- | --------- | ----------- | ----------- |
| Alexander Batyuk                                                   | Perseguição combinada masculina  |              |              |         |         |           |           | 1:24:35.9   | 58          |
| Kateryna Grygorenko                                                | Perseguição combinada feminina   |              |              |         |         |           |           | 46:55.2     | 40          |
| Mikhail Gumenyak                                                   | Perseguição combinada masculina  |              |              |         |         |           |           | 1:22:24.6   | 47          |
| Vita Jakimchuk                                                     | Perseguição combinada feminina   |              |              |         |         |           |           | 45:48.1     | 26          |
| Roman Leybyuk                                                      | Perseguição combinada masculina  |              |              |         |         |           |           | 1:22:31.5   | 50          |
| Olexandr Putsko                                                    | Perseguição combinada masculina  |              |              |         |         |           |           | 1:22:37.6   | 53          |
| Valentina Shevchenko                                               | Perseguição combinada feminina   |              |              |         |         |           |           | 44:13.6     | 14          |
| Tatjana Zavalij                                                    | Perseguição combinada feminina   |              |              |         |         |           |           | 47:18.7     | 45          |
| Ivan Bilosyuk Vitaly Martsyv                                       | Velocidade por equipes masculino |              |              |         |         | 18:50.4   | 9         | Não avançou | Não avançou |
| Marina Malets Lisogor Tatjana Zavalij                              | Velocidade por equipes feminino  |              |              |         |         | 19:14.1   | 8         | Não avançou | Não avançou |
| Roman Leybyuk Vladimir Olschanski Olexandr Putsko Mikhail Gumenyak | Revezamento masculino            |              |              |         |         |           |           | 1:50:01.9   | 14          |
| Roman Leybyuk Vladimir Olschanski Olexandr Putsko Mikhail Gumenyak | Revezamento feminino             |              |              |         |         |           |           | 1:50:01.9   | 14          |

### Esqui estilo livre
| Atleta              | Evento            | Preliminar | Preliminar | Final       | Final |
| Atleta              | Evento            | Pontos     | Pos.       | Pontos      | Pos.  |
| ------------------- | ----------------- | ---------- | ---------- | ----------- | ----- |
| Enver Ablaev        | Aerials masculino | 226.89     | 9 Q        | 150.48      | 12    |
| Oleksandr Abramenko | Aerials masculino | 149.47     | 27         | Não avançou | 27    |
| Nadiya Didenko      | Aerials feminino  | 136.91     | 20         | Não avançou | 20    |
| Igor Ishutko        | Aerials masculino | 153.04     | 26         | Não avançou | 26    |
| Tatiana Kozachenko  | Aerials feminino  | 147.51     | 18         | Não avançou | 18    |
| Stanislav Kravchuk  | Aerials masculino | 221.69     | 13         | Não avançou | 13    |
| Olga Volkova        | Aerials feminino  | 160.03     | 13         | Não avançou | 13    |

### Luge
| Atleta                             | Evento              | Final      | Final      | Final      | Final      | Final    | Final |
| Atleta                             | Evento              | 1ª corrida | 2ª corrida | 3ª corrida | 4ª corrida | Total    | Pos.  |
| ---------------------------------- | ------------------- | ---------- | ---------- | ---------- | ---------- | -------- | ----- |
| Liliya Ludan                       | Individual feminino | 47.439     | 47.378     | 47.150     | 47.308     | 3:09.275 | 6     |
| Natalia Yakushenko                 | Individual feminino | 54.189     | DNS        | DNS        | DNS        | DNS      | DNS   |
| Andriy Kis Yuriy Hayduk            | Duplas              | 48.850     | 48.327     |            |            | 1:37.177 | 14    |
| Oleg Zherebetskyy Roman Yazvinskyy | Duplas              | 50.897     | DNS        | DNS        | DNS        | DNS      | DNS   |

### Patinação artística
| Atleta                               | Evento               | Programa curto | Programa curto | Programa longo | Programa longo | Total  | Total |
| Atleta                               | Evento               | Pontos         | Pos.           | Pontos         | Pos.           | Pontos | Pos.  |
| ------------------------------------ | -------------------- | -------------- | -------------- | -------------- | -------------- | ------ | ----- |
| Galina Efremenko                     | Individual feminino  | 41.25          | 24 Q           | 84.12          | 17             | 125.37 | 20    |
| Anton Kovalevski                     | Individual masculino | 63.41          | 16 Q           | 109.43         | 21             | 172.84 | 20    |
| Elena Liashenko                      | Individual feminino  | 52.35          | 13 Q           | 81.73          | 18             | 134.08 | 17    |
| Julia Beloglazova Andrei Bekh        | Duplas               | 115.62         | 18             | 71.77          | 19             | 115.62 | 18    |
| Tatiana Volosozhar Stanislav Morozov | Duplas               | 148.38         | 12             | 98.24          | 12             | 148.38 | 12    |

| Atleta                          | Evento        | Dança obrigatória | Dança obrigatória | Dança original | Dança original | Dança livre | Dança livre | Total  | Total             |
| Atleta                          | Evento        | Pontos            | Pos.              | Pontos         | Pos.           | Pontos      | Pos.        | Pontos | Pos.              |
| ------------------------------- | ------------- | ----------------- | ----------------- | -------------- | -------------- | ----------- | ----------- | ------ | ----------------- |
| Julia Golovina Oleg Voiko       | Dança no gelo | 23.88             | 23                | 39.92          | 24             | 64.69       | 23          | 128.49 | 23                |
| Elena Grushina Ruslan Goncharov | Dança no gelo | 37.39             | 5                 | 59.29          | 3              | 99.17       | 3           | 195.85 | Medalha de bronze |

### Patinação de velocidade em pista curta
| Atleta              | Evento           | Preliminar | Preliminar | Quartas     | Quartas     | Semifinal   | Semifinal   | Final       | Final       |
| Atleta              | Evento           | Tempo      | Pos.       | Tempo       | Pos.        | Tempo       | Pos.        | Tempo       | Pos.        |
| ------------------- | ---------------- | ---------- | ---------- | ----------- | ----------- | ----------- | ----------- | ----------- | ----------- |
| Volodymyr Grygoriev | 500 m masculino  | 43.583     | 3          | Não avançou | Não avançou | Não avançou | Não avançou | Não avançou | Não avançou |
| Volodymyr Grygoriev | 1000 m masculino | 1:36.397   | 2 Q        | 1:29.168    | 5           | Não avançou | Não avançou | Não avançou | Não avançou |

### Salto de esqui
| Atleta            | Evento                  | Preliminar | Preliminar | 1ª rodada   | 1ª rodada   | Final       | Final       | Final |
| Atleta            | Evento                  | Pontos     | Pos.       | Pontos      | Pos.        | Pontos      | Total       | Pos.  |
| ----------------- | ----------------------- | ---------- | ---------- | ----------- | ----------- | ----------- | ----------- | ----- |
| Volodymyr Boschuk | Pista normal individual | 88.5       | 47         | Não avançou | Não avançou | Não avançou | Não avançou | 47    |
| Volodymyr Boschuk | Pista longa individual  | 30.6       | 51         | Não avançou | Não avançou | Não avançou | Não avançou | 51    |

Legenda
| Recorde mundial      | Recorde mundial (World record)               |                       | Recorde africano                      | Recorde africano (African) |                                           | Q | Classificado por posição (Qualified) |
| Recorde olímpico     | Recorde olímpico (Olympic record)            | Recorde da América    | Recorde da América (Americas)         | q                          | Classificado por melhor tempo (Qualified) |   |                                      |
| Melhor marca do ano  | Melhor marca do ano (World leading)          | Recorde asiático      | Recorde asiático (Asian)              | DNS                        | Não largou (Did not start)                |   |                                      |
| Recorde nacional     | Recorde nacional (National record)           | Recorde europeu       | Recorde europeu (European)            | DNF                        | Não terminou (Did not finish)             |   |                                      |
| Recorde pessoal      | Recorde pessoal do atleta (Personal best)    | Recorde da Oceania    | Recorde da Oceania (Oceania)          | DSQ / DQ                   | Desclassificado (Disqualified)            |   |                                      |
| Recorde da temporada | Recorde da temporada do atleta (Season best) | Recorde sul-americano | Recorde sul-americano (South America) | NM                         | Sem marca (No mark)                       |   |                                      |